# Josip Gucmirtl
Josip Gucmirtl, né le 16 mars 1942 et mort le 25 novembre 2009, est un footballeur yougoslave et croate évoluant au poste d'attaquant. Il fait partie de la « génération dorée » du Dinamo Zagreb qui remporte la Coupe des villes de foires en 1967.

## Biographie

### Carrière en club
Gucmirtl commence sa carrière professionnelle en 1960 sous les couleurs du club de sa ville d'origine, le NK Osijek, évoluant alors en deuxième division yougoslave. Il y reste quatre ans avant de rejoindre le Dinamo Zagreb en automne 1964.
Ses premiers mois à Zagreb sont cependant entachés d'une blessure à la jambe droite qui le tient écarté des terrains durant une dizaine de mois. Son premier match sous ses nouvelles couleurs est le « Derby éternel » face à Hajduk Split le 7 février 1965 au stade Maksimir. Il reste finalement au club jusqu'à la fin de sa carrière en 1973, devenant capitaine entre-temps, et concluant sur une dernière confrontation face à l'Étoile rouge de Belgrade le 25 juin 1973. Il a notamment terminé deuxième du championnat yougoslave à trois reprises, remporté la Coupe de Yougoslavie en 1969, ainsi que la Coupe des villes de foires en 1967.
Le bilan de sa carrière en première division yougoslave est de 191 matchs joués, pour 54 buts marqués. Dans les compétitions européennes, son bilan s'élève à vingt matchs en Coupe de l'UEFA, et six en Coupe des coupes, pour cinq buts marqués au total.

## Palmarès
Dinamo Zagreb
- Championnat de Yougoslavie (0)
  - Vice-champion : 1966, 1967 et 1969

- Coupe de Yougoslavie (1) :
  - Vainqueur : 1969.

- Coupe des villes de foires (1) :
  - Vainqueur : 1967.

## Statistiques
| Saison                | Club                  | Championnat           | Championnat | Championnat | Coupe(s) nationale(s) | Coupe(s) nationale(s) | Compétition(s) continentale(s) | Compétition(s) continentale(s) | Compétition(s) continentale(s) | Total | Total |
| Saison                | Club                  | Division              | M.          | B.          | M.                    | B.                    | Comp.                          | M.                             | B.                             | M.    | B.    |
| 1964-1965             | Dinamo Zagreb         | D1                    | 0           | 0           | 0                     | 0                     | C2                             | 1                              | 0                              | 1     | 0     |
| 1965-1966             | Dinamo Zagreb         | D1                    | 14          | 6           | 4                     | 4                     | C2                             | 0                              | 0                              | 18    | 10    |
| 1966-1967             | Dinamo Zagreb         | D1                    | 21          | 5           | 2                     | 0                     | C3                             | 13                             | 2                              | 36    | 7     |
| 1967-1968             | Dinamo Zagreb         | D1                    | 28          | 13          | 2                     | 0                     | C3                             | 1                              | 0                              | 31    | 13    |
| 1968-1969             | Dinamo Zagreb         | D1                    | 25          | 4           | 6                     | 2                     | C3                             | 1                              | 0                              | 32    | 6     |
| 1969-1970             | Dinamo Zagreb         | D1                    | 33          | 8           | 4                     | 2                     | C2                             | 5                              | 0                              | 42    | 10    |
| 1970-1971             | Dinamo Zagreb         | D1                    | 32          | 12          | 4                     | 1                     | C3                             | 6                              | 0                              | 42    | 13    |
| 1971-1972             | Dinamo Zagreb         | D1                    | 25          | 5           | 5                     | 0                     | C3                             | 2                              | 0                              | 32    | 5     |
| 1972-1973             | Dinamo Zagreb         | D1                    | 13          | 1           | 0                     | 0                     | CM                             | 2                              | 0                              | 15    | 1     |
| Total sur la carrière | Total sur la carrière | Total sur la carrière | 191         | 54          | 27                    | 9                     | -                              | 31                             | 5                              | 249   | 68    |